# U20-världsmästerskapet i fotboll
U20-världsmästerskapet i fotboll (officiellt FIFA U-20 World Cup, 1977-2005 FIFA World Youth Championship) är det officiella världsmästerskapet i fotboll för herrlandslag med spelare som inte fyllt 20 år och organiseras av Fifa. Turneringen spelas anordnats vartannat år, med start 1977.
Under de som har anordnats sedan starten har bara åtta olika nationer vunnit titeln. Argentina är det mest framgångsrika U20-landslaget med sex titlar, följt av Brasilien med fyra. De övriga vinnarna består av Portugal (två titlar), Västtyskland, Spanien, Ghana, och de tidigare landslagen Sovjetunionen och Jugoslavien.

## Kval
23 länder, inklusive de regerande mästarna, kvalar in till mästerskapet genom de sex olika världsdelarnas respektive U20-mästerskap. Värdlandet är automatiskt kvalificerat.
| Konfederation                                     | Kvalificerande turnering |
| ------------------------------------------------- | ------------------------ |
| AFC (Asien)                                       | Asien U19                |
| CAF (Afrika)                                      | Afrika U20               |
| CONCACAF (Nord- och Centralamerika samt Karibien) | CONCACAF U20             |
| CONMEBOL (Sydamerika)                             | Sydamerika U20           |
| OFC (Oceanien)                                    | Oceanien U20             |
| UEFA (Europa)                                     | Europa U19               |

## Resultat

### Juniorvärldsmästerskapet i fotboll
| År   | Värdnation            | Final         | Final          | Final         | Match om tredjepris | Match om tredjepris | Match om tredjepris |
| År   | Värdnation            | Vinnare       | Resultat       | Tvåa          | Trea                | Resultat            | Fyra                |
| ---- | --------------------- | ------------- | -------------- | ------------- | ------------------- | ------------------- | ------------------- |
| 1977 | Tunisien              | Sovjetunionen | 2–2 (9–8 str.) | Mexiko        | Brasilien           | 4–0                 | Uruguay             |
| 1979 | Japan                 | Argentina     | 3–1            | Sovjetunionen | Uruguay             | 1–1 (5–3 str.)      | Polen               |
| 1981 | Australien            | Västtyskland  | 4–0            | Qatar         | Rumänien            | 1–0                 | England             |
| 1983 | Mexiko                | Brasilien     | 1–0            | Argentina     | Polen               | 2–1 (e.f.)          | Sydkorea            |
| 1985 | Sovjetunionen         | Brasilien     | 1–0 (e.f.)     | Spanien       | Niger               | 0–0 (3–1 str.)      | Sovjetunionen       |
| 1987 | Chile                 | Jugoslavien   | 1–1 (5–4 str.) | Västtyskland  | Östtyskland         | 2–2 (3–1 str.)      | Chile               |
| 1989 | Saudiarabien          | Portugal      | 2–0            | Niger         | Brasilien           | 2–0                 | USA                 |
| 1991 | Portugal              | Portugal      | 0–0 (4–2 str.) | Brasilien     | Sovjetunionen       | 1–1 (5–4 str.)      | Australien          |
| 1993 | Australien            | Brasilien     | 2–1            | Ghana         | England             | 2–1                 | Australien          |
| 1995 | Qatar                 | Argentina     | 2–0            | Brasilien     | Portugal            | 3–2                 | Spanien             |
| 1997 | Malaysia              | Argentina     | 2–1            | Uruguay       | Irland              | 2–1                 | Ghana               |
| 1999 | Nigeria               | Spanien       | 4–0            | Japan         | Mali                | 1–0                 | Uruguay             |
| 2001 | Argentina             | Argentina     | 3–0            | Ghana         | Egypten             | 1–0                 | Paraguay            |
| 2003 | Förenade arabemiraten | Brasilien     | 1–0            | Spanien       | Colombia            | 2–1                 | Argentina           |
| 2005 | Nederländerna         | Argentina     | 2–1            | Niger         | Brasilien           | 2–1                 | Marocko             |

### U20-världsmästerskapet i fotboll
| År   | Värdnation  | Final     | Final          | Final     | Match om tredjepris | Match om tredjepris | Match om tredjepris |          |
| År   | Värdnation  | Vinnare   | Resultat       | Tvåa      | Trea                | Resultat            | Fyra                |          |
| ---- | ----------- | --------- | -------------- | --------- | ------------------- | ------------------- | ------------------- | -------- |
| 2007 | Kanada      | Argentina | 2–1            | Tjeckien  | Chile               | 1–0                 | Australien          |          |
| 2009 | Egypten     | Ghana     | 0–0 (4–3 str.) | Brasilien | Ungern              | 1–1 (2–0 str.)      | Costa Rica          |          |
| 2011 | Colombia    | Brasilien | 3–2 (e.f.)     | Portugal  | Mexiko              | 3–1                 | Frankrike           |          |
| 2013 | Turkiet     | Frankrike | 0–0 (4–1 str.) | Uruguay   | Ghana               | 3–0                 | Irak                |          |
| 2015 | Nya Zeeland | Serbien   | 2–1 (e.f.)     | Brasilien | Mali                | 3–1                 | Senegal             |          |
| 2017 | Sydkorea    | England   | 1–0 (e.f.)     | Venezuela | Italien             | 0–0 (4–1 str.)      | Uruguay             |          |
| 2019 | Polen       | Ukraina   | 3–1            | Sydkorea  | Ecuador             | 1–0 (e.f.)          | Italien             |          |
| 2021 | Indonesien  | Inställd  | Inställd       | Inställd  | Inställd            | Inställd            | Inställd            | Inställd |
| 2023 | Argentina   | Uruguay   | 1–0            | Italien   | Israel              | 3–1                 | Sydkorea            |          |